# 북섬
북섬(영어: North Island, 마오리어: Te Ika-a-Māui 테이카아마우이)은 뉴질랜드를 구성하는 두 섬 중 하나이다. 남섬과는 폭 23 km의 쿡 해협을 사이에 두고 있다.
수도 웰링턴이나 오클랜드 등의 주요 도시는 대부분 북섬에 있다.

## 행정 구역
북섬은 인근 섬 등의 영토를 커버하는 9개의 지방으로 나뉘어 있다.
| - 웰링턴 지방 (Wellington) - 노스랜드 지방 (Northland) - 오클랜드 지방 (Auckland) - 기즈번 지방 (Gisborne) - 와이카토 지방 (Waikato) | - 타라나키 지방 (Taranaki) - 호크스베이 지방 (Hawkes Bay) - 마너와투왕거누이 지방 (Manawatu-Wanganui) - 베이오브플렌티 지방 (Bay of Plenty) |

## 주요 도시와 마을
| - 오클랜드 (Auckland) - 기즈번 (Gisborne) - 해밀턴 (Hamilton) - 헤이스팅스 (Hastings) - 매스터턴 (Masterton) - 네이피어 (Napier) - 뉴플리머스 (New Plymouth) | - 파머스턴 노스 (Palmerston North) - 로토루아 (Rotorua) - 타우포 (Taupo) - 타우랑가 (Tauranga) - 왕거누이 (Wanganui) - 팡가레이 (Whangarei) - 웰링턴 (Wellington City) |

## 지리
- 레잉가 곶 (Cape Reinga)
- 이스트 곶 (East Cape)
- 타우포 호수 (Lake Taupo)
- 통가리로 국립공원 (Tongariro National Park)
- 와이카토강 (Waikato River)
- 와이토모 동굴 (Waitomo Caves)
- 나인티 마일 해변 (Ninety Mile Beach)
- 마운트 마웅가누이 해변 (Mt Maunganui Beach)
- 타우마타와카탕이항아코아우아우오타마테아투리푸카카피키마웅아호로누쿠포카이웨누아키타나타후

## 대학
- 웰링턴 빅토리아 대학교 (Victoria University of Wellington)
- 오클랜드 대학교 (The University of Auckland)
- 매시 대학교 (Massey University)
- 오클랜드 공대 (Auckland University of Technology)
- 와이카토 대학교 (The University of Waikato)

## 같이 보기
- 남섬
- 뉴질랜드의 행정 구역